# Aghbugha
Aghbugha är ett vattendrag i Armenien. Det ligger i den norra delen av landet, 90 kilometer nordost om huvudstaden Jerevan.
Trakten runt Aghbugha består i huvudsak av gräsmarker. Runt Aghbugha är det ganska tätbefolkat, med 58 invånare per kvadratkilometer.